# Coupe de la Ligue du pays de Galles féminine de football
La Coupe de la Ligue du pays de Galles féminine de football ou Adran Trophy est une compétition annuelle de football disputée entre clubs du championnat du pays de Galles féminin de football.
Cette compétition a été créée en 2014.

## Palmarès

### Les finales
| Édition   | Vainqueur                                                    | Vainqueur                                                    | Finaliste                                                    | Score                                                        | Source                                                       |
| --------- | ------------------------------------------------------------ | ------------------------------------------------------------ | ------------------------------------------------------------ | ------------------------------------------------------------ | ------------------------------------------------------------ |
| 2013-2014 | Cardiff Met Women's Football Club                            | (1)                                                          | Llanidloes Ladies                                            | 1-0                                                          | [ 1 ]                                                        |
| 2014-2015 | PILCS                                                        | (1)                                                          | Swansea City Ladies Football Club                            | 3-2                                                          | [ 2 ]                                                        |
| 2015-2016 | Swansea City Ladies Football Club                            | (1)                                                          | PILCS                                                        | 4-0                                                          | [ 3 ]                                                        |
| 2016-2017 | Cardiff Met Women's Football Club                            | (2)                                                          | Abergavenny Women Football Club                              | 4-2                                                          | [ 4 ]                                                        |
| 2017-2018 | Cyncoed Ladies Football Club                                 | (1)                                                          | Cardiff Met Women's Football Club                            | 1-0 ap                                                       | [ 5 ]                                                        |
| 2018-2019 | Cardiff Met Women's Football Club                            | (3)                                                          | Swansea City Ladies Football Club                            | 3-1                                                          | [ 6 ]                                                        |
| 2019-2020 | Compétition abandonnée en raison de la pandémie de Covid-19. | Compétition abandonnée en raison de la pandémie de Covid-19. | Compétition abandonnée en raison de la pandémie de Covid-19. | Compétition abandonnée en raison de la pandémie de Covid-19. | Compétition abandonnée en raison de la pandémie de Covid-19. |
| 2020-2021 | Swansea City Ladies Football Club                            | (2)                                                          | Cardiff City Football Club                                   | 4-1                                                          | [ 7 ]                                                        |
| 2021-2022 | Cardiff Met Women's Football Club                            | (4)                                                          | Cardiff City Football Club                                   | 1-0                                                          | [ 8 ]                                                        |
| 2022-2023 | Cardiff Met Women's Football Club                            | (5)                                                          | Cardiff City Football Club                                   | 3-1                                                          | [ 9 ]                                                        |
| 2023-2024 | Cardiff City Football Club                                   | (1)                                                          | Swansea City Ladies Football Club                            | 5-1                                                          | [ 10 ]                                                       |
| 2024-2025 | The New Saints                                               | (1)                                                          | Swansea City Ladies Football Club                            | 3-1                                                          | [ 11 ]                                                       |

### Bilan par club
|   | Club                              | Titres | Finales perdues | Dernier titre | Dernière finale perdue |
| - | --------------------------------- | ------ | --------------- | ------------- | ---------------------- |
| 1 | Cardiff Met Women's Football Club | 5      | 1               | 2023          | 2018                   |
| 2 | Swansea City Ladies Football Club | 2      | 4               | 2021          | 2025                   |
| 3 | Cardiff City Football Club        | 1      | 3               | 2024          | 2023                   |
| 4 | PILCS                             | 1      | 1               | 2015          | 2016                   |
| 5 | Cyncoed Ladies Football Club      | 1      | 0               | 2018          | -                      |
| - | The New Saints Football Club      | 1      | 0               | 2025          | -                      |
| 6 | Llanidloes Ladies                 | 0      | 1               | -             | 2014                   |
| - | Abergavenny Women Football Club   | 0      | 1               | -             | 2017                   |